# Kabugao, Apayao

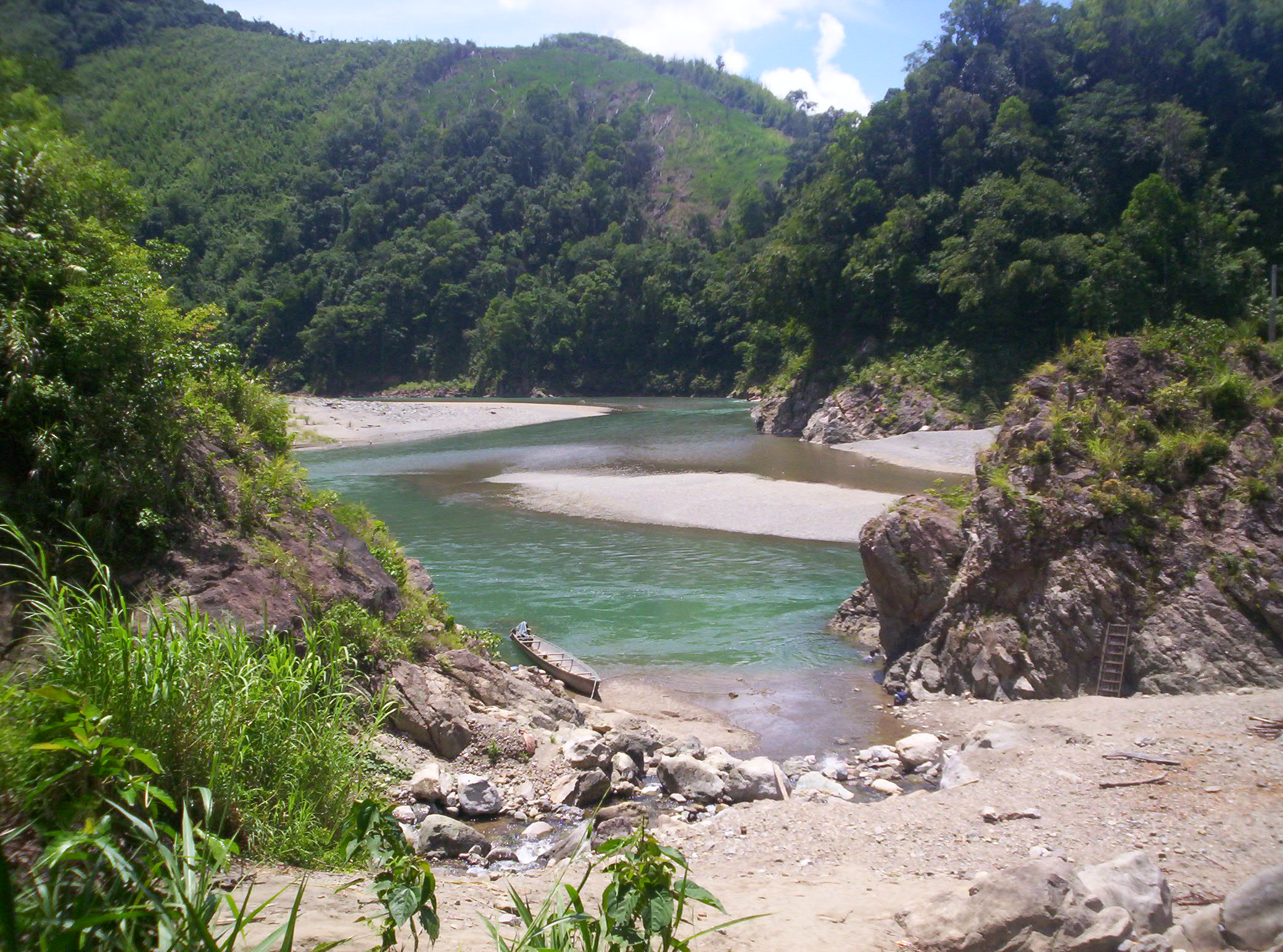
Sông chảy qua Barangay Dibagat.

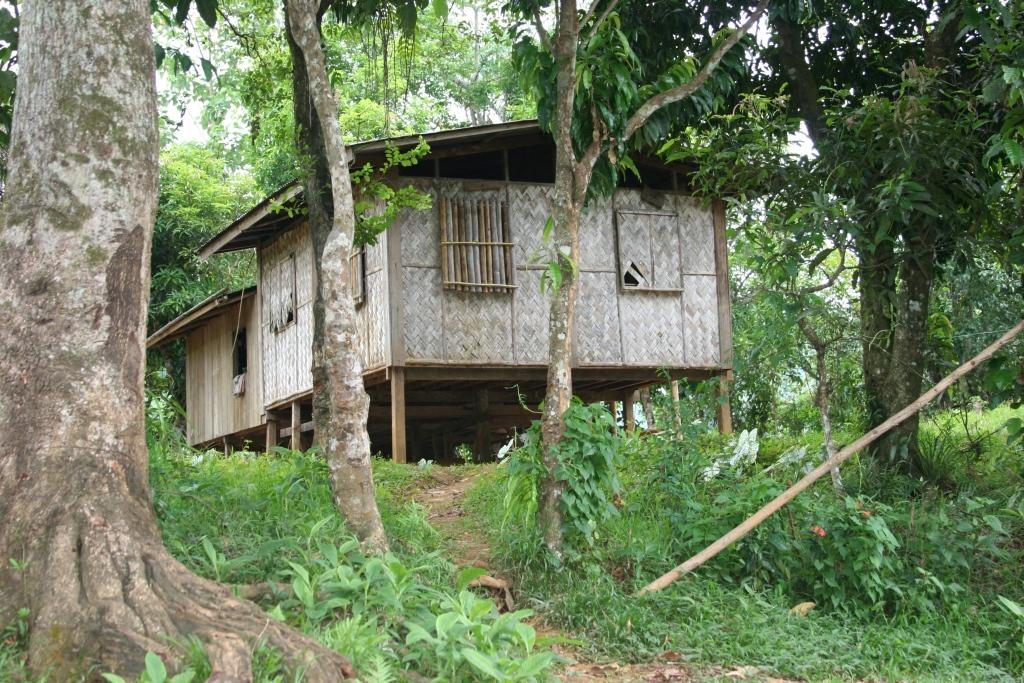
Một ngôi nhà điển hình ở Barangay Dibagat.

Kabugao Kabugao là một đô thị ở tỉnh Apayao, Philippines. Đây là tỉnh lỵ tỉnh Apayao. Theo điều tra dân số gần nhất, đô thị này có dân số 14.529 người với 2.501 hộ.

## Các đơn vị hành chính
Kabugao được chia thành 21 barangay.
| - Badduat - Baliwanan - Bulu - Dagara - Dibagat - Cabetayan - Karagawan - Kumao - Laco - Lenneng (Liyyeng) - Lucab | - Luttuacan - Madatag - Madduang - Magabta - Maragat - Musimut - Nagbabalayan - Poblacion - Tuyangan - Waga |